# Mikheil Meskhi
Mikheil Meskhi (in georgiano მიხეილ მესხი?, in russo Михаил Шалвович Месхи?, Michail Šalvovič Meschi; Tbilisi, 12 gennaio 1937 – Tbilisi, 22 aprile 1991) è stato un calciatore sovietico.
Campione europeo con la Nazionale sovietica nel 1960. A lui è dedicato lo Stadio Mikheil Meskhi.

## Carriera

### Club
Crebbe calcisticamente in due scuole calcio nella RSS Georgiana, la School n.35 Tbilisi e la FShM Tbilisi. Prelevato dalla Dinamo Tbilisi, con il suo gioco sulla fascia si guadagnò la nazionale e il soprannome di Garrincha Georgiano; giocò 284 partite con la Dinamo, segnando 54 volte in 15 anni di militanza. Si ritirò nel 1970 con la maglia della Lokomotiv Tbilisi. Nel 1998 è stato eletto miglior calciatore georgiano del ventesimo secolo.

### Nazionale
Con la nazionale di calcio dell'Unione Sovietica vinse il campionato d'Europa 1960, accumulando 35 presenze e 4 reti nel corso della sua carriera internazionale; partecipò anche al mondiale di Cile 1962.

## Palmarès

### Club

#### Competizioni nazionali
- Campionato sovietico: 1

Dinamo Tbilisi: 1964

### Nazionale
- Campionato d'Europa: 1

1960